# Vepris ebolowensis
Espèce
Vepris ebolowensis est une espèce de plantes de la famille des Rutaceae.
Son épithète spécifique ebolowensis fait référence à Ebolowa, une localité au sud du Cameroun.